# Гуляйпольский сельский совет (Криничанский район)
Гуляйпольский сельский совет (укр. Гуляйпільська сільська рада) — входит в состав
Криничанского района
Днепропетровской области
Украины.
Административный центр сельского совета находится в 
с. Гуляйполе.

## Населённые пункты совета
- с. Гуляйполе
- с. Березино
- с. Благодатное
- с. Бузулуки
- с. Высокое
- с. Казачье
- с. Малософиевка
- с. Первомайское
- с. Смоленка
- с. Тарасовка
- с. Удачное
- с. Украинское